# She Wolf (Falling to Pieces)
«She Wolf (Falling to Pieces)» —en español: «Loba (Me caigo en pedazos)»— es una canción realizada por el disc jockey y productor francés David Guetta, con la colaboración de la cantante australiana Sia. Es la tercera colaboración entre ambos, luego del éxito de «Titanium», y su aporte vocal en su versión de «Wild One Two». Incluida como el primer sencillo del relanzamiento de Nothing but the Beat, titulado Nothing but the Beat 2.0. Fue lanzado mundialmente el 21 de agosto de 2012.

## Video musical
El videoclip fue dirigido por el japonés Hiro Murai. Fue rodado en Islandia y presenta una batalla que cambió la naturaleza entre lo digital. El clip comienza mostrando a una mujer desnuda de espalda, que claramente evoca el poder de los lobos para vengarse de los cazadores. Un lobo herido es perseguido por cazadores, al avanzar el vídeo se descubre que es un animal sobrenatural, capaz de hacer que los cazadores "exploten" cuando la canción llega a su pico máximo. Al enfurecerse el lobo, tanto los cazadores como el paisaje sufren movimientos sísmicos. Al finalizar el vídeo, el lobo se transforma en la mujer desnuda que aparecía al principio, que aparenta ser una mujer lobo o una especie de licantrópica, en referencia al título de la canción.

## Recepción de la crítica
Robert Copsey de Digital Spy, calificó a la canción con tres estrellas de cinco y brindó una opinión acerca de la canción: 

"Después de una conquista global con Flo Rida, Sia Furler vuelve al lugar donde todo comenzó con David Guetta, quien estará esperando que un rayo fulmine dos veces después del espectacular y exitoso "Titanium". Una vez más, la letra está escrita desde el corazón que brilla como ella confiesa: Me has cazado como un lobo / [...] me sentí como un ciervo delante de los faros, con el mismo gusto inimitable. El resultado no es nada que no hayamos oído antes, pero esto no es necesariamente una mala cosa."

## Lista de canciones y formatos
| Descarga digital |                                                |          |  |
| N.º              | Título                                         | Duración |  |
| 1.               | «She Wolf (Falling To Pieces) (Featuring Sia)» | 3:42     |  |

| Descarga digital - EP Remixes |                                                       |          |  |
| N.º                           | Título                                                | Duración |  |
| 1.                            | «She Wolf (Falling To Pieces)» (Michael Calfan Remix) | 6:00     |  |
| 2.                            | «She Wolf (Falling To Pieces)» (Sandro Silva Remix)   | 4:47     |  |
| 3.                            | «She Wolf (Falling To Pieces)» (Extended Mix)         | 4:59     |  |

| Promo digital |                                                                                       |          |  |
| N.º           | Título                                                                                | Duración |  |
| 1.            | «She Wolf (Falling To Pieces) (Featuring Sia)» (Ambient Version iTunes Festival 2012) | 3:23     |  |

Nota: Un EP con remezclas de la canción realizada por el francés Michael Calfan y Sandro Silva estuvo disponible exclusivamente a través de Beatport, en formato digital, a partir del 7 de agosto de 2012. La versión de Sandro Silva, tiene una particular similitud con uno de sus más reconocidos trabajos, «Epic», lanzado en 2011, en coproducción con el holandés Quintino.

## Posicionamiento en listas y certificaciones
| Lista (2012)                                | Mejor posición |
| ------------------------------------------- | -------------- |
| Alemania (Offizielle Deutsche Charts)       | 3              |
| Australia (ARIA)                            | 11             |
| Austria (Ö3 Austria Top 40)                 | 3              |
| Bélgica (Flandes) (Ultratop 50)             | 7              |
| Bélgica (Valonia) (Ultratop 50)             | 5              |
| Brasil (Hot 100 Airplay)                    | 21             |
| Canadá (Canadian Hot 100)                   | 35             |
| Dinamarca (Tracklisten)                     | 7              |
| Escocia (Scottish Singles Sales Chart)      | 4              |
| Eslovaquia (Rádio Top 100)                  | 5              |
| España (Top 100 Canciones)                  | 13             |
| Estados Unidos (Hot Dance/Electronic Songs) | 8              |
| Estados Unidos (Hot Dance Club Songs)       | 1              |
| Finlandia (OFC)                             | 5              |
| Francia (SNEP)                              | 4              |
| Hungría (Dance Top 40)                      | 11             |
| Hungría (Rádiós Top 40)                     | 14             |
| Irlanda (IRMA)                              | 6              |
| Italia (FIMI)                               | 6              |
| Israel (Media Forest)                       | 2              |
| Japón (Japan Hot 100)                       | 80             |
| Noruega (VG-lista)                          | 4              |
| Nueva Zelanda (Recorded Music NZ)           | 19             |
| Países Bajos (Dutch Top 40)                 | 11             |
| Reino Unido (UK Dance Chart)                | 1              |
| Reino Unido (UK Singles Chart)              | 8              |
| República Checa (Rádio Top 100)             | 4              |
| Rumania (Romanian Top 100)                  | 79             |
| Suecia (Sverigetopplistan)                  | 6              |
| Suiza (Schweizer Hitparade)                 | 4              |
| Venezuela (Record Report Top 100)           | 93             |

| País         | Lista (2012)      | Posición |
| ------------ | ----------------- | -------- |
| Australia    | ARIA Charts       | 58       |
| Austria      | Ö3 Austria Top 75 | 34       |
| Bélgica      | Ultratop flamenca | 48       |
| Bélgica      | Ultratop valona   | 38       |
| Francia      | SNEP              | 31       |
| Hungría      | Rádiós Top 40     | 82       |
| Países Bajos | MegaCharts        | 45       |
| Reino Unido  | UK Singles Chart  | 91       |
| Suecia       | Hitlistan         | 32       |

| País        | Organismo certificador | Certificación | Ventas  | Ref.   |
| ----------- | ---------------------- | ------------- | ------- | ------ |
| Alemania    | BVMI                   | Oro           | 150 000 | [ 46 ] |
| Australia   | ARIA                   | 2× Platino    | 140 000 | [ 47 ] |
| Bélgica     | BEA                    | Oro           | 15 000  | [ 48 ] |
| Dinamarca   | IFPI (Dinamarca)       | Platino       | 30 000  | [ 49 ] |
| Italia      | FIMI                   | 2× Platino    | 60 000  | [ 50 ] |
| Reino Unido | BPI                    | Plata         | 200 000 | [ 51 ] |
| Suiza       | IFPI (Suiza)           | Platino       | 30 000  | [ 52 ] |

### Sucesión en listas
| Anterior: «Say Nothing» de Example                                      | UK Dance Chart — Sencillo Nº 1 13 de octubre de 2012 – 19 de octubre de 2012         | Siguiente: «Don't You Worry Child» de Swedish House Mafia      |
| Anterior: «Send Me Your Love» de Taryn Manning con Sultan & Ned Shepard | Hot Dance Club Play — Sencillo Nº 1 24 de noviembre de 2012 — 1 de diciembre de 2012 | Siguiente: «Sweet Nothing» de Calvin Harris con Florence Welch |

## Historial de lanzamientos
| País           | Fecha                    | Formato                       | Discográfica |
| -------------- | ------------------------ | ----------------------------- | ------------ |
| Francia        | 21 de agosto de 2012     | Descarga digital              | EMI          |
| Noruega        | 21 de agosto de 2012     | Descarga digital              | EMI          |
| Estados Unidos | 21 de agosto de 2012     | Descarga digital              | EMI          |
| Alemania       | 24 de agosto de 2012     | Sencillo en CD, vinilo de 12" | EMI          |
| Francia        | 3 de septiembre de 2012  | Sencillo en CD, vinilo de 12" | EMI          |
| Italia         | 9 de septiembre de 2012  | Sencillo en CD, vinilo de 12" | EMI          |
| Reino Unido    | 10 de septiembre de 2012 | Sencillo en CD, vinilo de 12" | EMI          |